# Baliarrain
Baliarrain en basque ou Baliarráin en espagnol est une commune du Guipuscoa dans la communauté autonome du Pays basque en Espagne.

## Géographie
Elle est limitée au nord par Legorreta, à l'ouest par Alzaga, au sud par Gaintza et à l'est par Orendain.
La municipalité occupe le flanc est de la montagne Altzagamendi (littéralement montagne d'Altzaga) dans les ultimes contreforts des monts d'Aralar vers le fleuve d'Oria. cette municipalité est en pente et va depuis son point le plus élevé, sur le sommet d'Altzagamendi, jusqu'à la d'Ibiur.
La capitale comarquale, Tolosa, se trouve à 11 km au Nord-Est. La capitale provinciale, Saint-Sébastien se trouve à 36 km. Le village le plus proche est Ikaztegieta qui se situe à seulement 3,5 km. On y accède par la sortie de l'autoroute A-1 (Madrid-Irun) à la hauteur d'Ikaztegieta ou Legorreta et en parcourant quelques kilomètres sur la GI-2131, route parallèle à l'autoroute. À quelques kilomètres d'Ikaztegieta, on rencontre une déviation sur la GI-2131 qui nous mène à Baliarrain sur une route locale.

## Histoire
Baliarrain apparait mentionné pour la première fois au milieu du XIVe siècle dans un document de la concorde car elle est la voisine d'Orendain et d'Ikaztegieta dans les environs de Tolosa.
Cette dépendance se prolongea jusqu'en 1615, lorsqu'elle achète à la Couronne le titre de villa, s'émancipant ainsi totalement de Tolosa.
À partir de cette année, elle formera avec ses voisines d'Amezketa, Altzo et Abaltzisketa (l'union d'Amezketa), pour payer conjointement un représentant des juntes générales de Guipúzcoa. Avec la réforme municipale du XIXe siècle, Baliarrain se transformera en municipio .
À cause de sa petite taille, la municipalité rencontra de graves problèmes financiers et pour cela, en 1967, elle s'unit avec ses voisines d'Ikaztegieta et Orendain pour former la municipalité d'Iruerrieta.
En 1991 Iruerrieta se dissout et Baliarrain récupérera son autonomie municipale.

## Patrimoine
C'est une petite municipalité qui n'a pas un grand patrimoine. La plus remarquable est l'église de Notre-Dame de l'assomption, une église d'aspect rural et rustique.
Comme dans d'autres localités rurales du Gipuzkoa, le plus remarquable est le paysage et l'architecture traditionnelle des fermes comme:
- Ferme Lopetedi

## Lac de Ibiur
En février 2004, on posa la première pierre du barrage d'Ibiur, situé principalement sur le territoire municipal de Baliarrain. La fin de cet ouvrage se situeraient vers 2008 ou 2009.
La capacité de retenue serait de 6,5 hectomètres cubes, la hauteur du mur de retenue étant de 70 mètres. Il était prévu qu'elle fournirait l'eau potable a 12 municipalités de Tolosaldea et d'Andoain, rendant service a approximativement 55 000 personnes. La construction du barrage devait être accompagnée de la construction d'une station de traitement de l'eau potable.
Cette construction n'a pas été sans polémiques avec l'opposition de certaines mairies de la zone. Il y eut un gros retard dans les travaux qui devaient commencer en 1998.

## Fêtes et traditions
- Les fêtes patronales se célèbrent le 15 aout (pour l'Ascension).

### Sources
- (es) Cet article est partiellement ou en totalité issu de l’article de Wikipédia en espagnol intitulé « Baliarrain » (voir la liste des auteurs).